# 機動戦士ガンダムSEED DESTINY GENERATION of C.E.
『機動戦士ガンダムSEED DESTINY GENERATION of C.E.』（きどうせんしガンダム シードデスティニー ジェネレーション オブ コズミック・イラ）は、2005年（平成17年）8月25日にバンダイから発売されたPlayStation 2用ゲームソフト。販促用のムービーが今も動画サイトで存在するがゲーム本編と所々違うところがある。

## 概要
本作は、『機動戦士ガンダムSEED』『機動戦士ガンダムSEED DESTINY』『機動戦士ガンダムSEED ASTRAY』『機動戦士ガンダムSEED X ASTRAY』『機動戦士ガンダムSEED DESTINY ASTRAY』といったC.E.（コズミック・イラ）世界を舞台とした「ガンダムシリーズ」を題材にしたシミュレーションRPGである。ゲームシステムは同社の『SDガンダム GGENERATION』に類似しているが、SD（スーパーディフォルメ）ではなく、リアル体型の機体が登場するのが特徴である。
最初は前作とDESTINYのみだが各ストーリーを進めると未完結とはいえアストレイ関連のストーリーもプレイできる。また、前作のみ作中では出演しなかった連合のソードカラミティ、フォビドゥンブルー、バスターダガーが出演し、アークエンジェル隊にもバリー・ホーやジャン・キャリーら登場する等、オーブ侵攻線や最終決戦時がアニメとは違った形で最終決戦を見られる。
本編の方は当時放送途中だったため２８話までのハイネ・ヴェステンフルスがやられた次の話までが収録されている（何故か別部隊のイザークやディアッカも使える）。そのため最後までシン・アスカの視点で進み、その後の展開もIFストーリーとして分岐する話になっておりデストロイ戦やエンジェルダウン作戦等もフィールド、ストーリーの名前も異なるオリジナルシナリオになっている。条件を満たすとアークエンジェル隊を先にせん滅して連合を倒すルートや前作と同じような展開である連合・ザフト・アークエンジェルの三つ巴になるルート等にいく。放送途中だったため、ネオ・ジェネシスは登場するがレクイエムやデスティニープランは存在せず、また議長も暴走することもないため違った最終話を見ることが出来。（経過時間や敗北条件を満たした場合でも、バッドエンドが見られる）。

## 特徴
- 開発が物語前半であったため、後半で登場したレジェンドガンダム、インフィニットジャスティスガンダム、ドムトルーパー、アカツキ、量産型グフイグナイテッドといった機体が登場しない。ただし、前半で既に情報が出ていたデスティニーガンダム、ストライクフリーダムガンダムは登場している。特に、デスティニーについてはアニメ本編では接近戦でしか使用しなかったパルマフィオキーナが中距離（射撃）攻撃となっており、本来の設定の一片が窺える。
- 一度全ステージをクリアすると、特典として、入手したキャラクターがどのステージでも使用可能になる（例：シン・アスカを『機動戦士ガンダムSEED』ステージに出撃させる、ラウ・ル・クルーゼを『機動戦士ガンダムSEED DESTINY』ステージに出撃させるなど）。また、ステージによっては2周目の特典として、隠し機体や隠しキャラが入手できる。（ジン等の一部の量産機は倒すと一週目でも入手できる）
- ASTRAY関連も途中までしか収録がなく、レッドフレームはオーブでスラスターを追加、ブルーフレームはタクティカルアームズ追加、ゴールドもギナが乗った時の状態で終わっておりXアストレイも機体こそあるものの決着前で終了している。（そして何故かゲーム上ドレッドノートとXアストレイは別機体扱いされている）また、『DESTINY ASTRAY』も採用されているが切り裂きエドの途中までで終了しており、アウトフレームはその時までの状態である。
- ジン、ザクウォーリア（各装備）、アストレイ（ノーマル状態）の必殺技であるバーストアタックは基本使いまわしなため、同じような動きをする。特にほとんどのジンは作中にこれといったパターンがなかったためかサーペントテールのイライジャ・キールが使うマシンガンとバズーカを同時撃ちする攻撃方法を技として取り入れている。
- 中盤以降のオリジナルシナリオではザフトが勝利するルートが二種類用意されている。一つはザフト軍でキラやラクス等のアークエンジェル組を倒し、勝利したザフト側がネオ・ジェネシスを連合の月面基地に放ち連合の残存勢力を駆逐した後ザフト軍が統治する話。もう一つはアークエンジェル組は撤退しザフト軍が連合を倒すことで終結し、改めてオーブを含めて終戦協定を結ぶ原作とは正反対の展開も用意された作品となっている。なお、アニメと違いイザーク等の一部のキャラはどちらでも撃墜されると死亡するためキラでも撃墜すると死亡扱いになる。